# 塞拉峰 (布倫塔山脈)
46°11′17″N 10°54′02″E / 46.18806°N 10.90056°E
塞拉峰（義大利語：Cima Sella），是意大利的山峰，位於該國北部，由特倫托自治省負責管轄，屬於布倫塔山脈的一部分，海拔高度2,917米，人類在1884年7月9日首次登頂。